# JOnAS

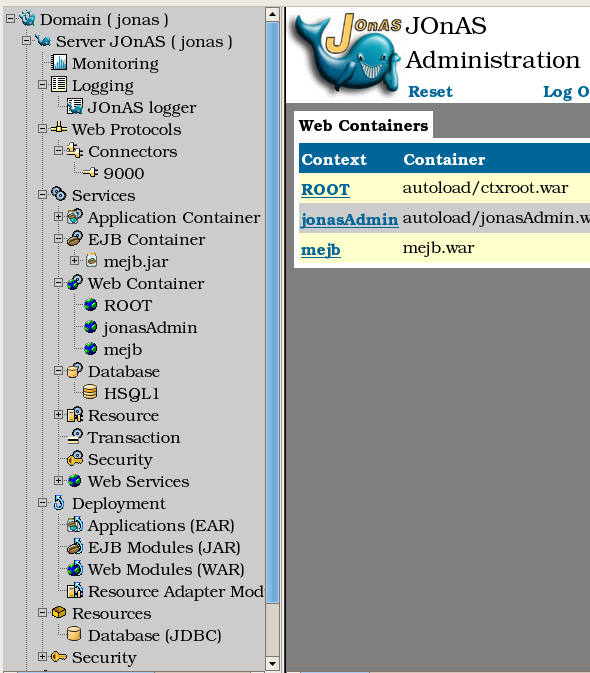

JOnAS (Java Open Application Server) è un open-source Java EE application server, sviluppato e distribuito dal consorzio ObjectWeb (ObjectWeb è un consorzio europeo non-profit, fondato da INRIA, Groupe Bull, e France Télécom).
JOnAS è distribuito sotto la licenza open-source GNU LGPL.